# Colección van Berkhey
La colección iconográfica Van Berkhey del Museo Nacional de Ciencias Naturales fue reunida en el siglo XVIII por el naturalista y coleccionista holandés Johanes le Francq Van Berkhey y comprada por el gobierno español a finales de esa centuria para ser depositada en el Real Gabinete de Historia Natural, hoy Museo Nacional de Ciencias Naturales (MNCN-CSIC). Fue una de las primeras y mejores colecciones iconográficas en ciencias naturales de la Europa de la Ilustración por su extensión, por la variedad de los temas representados y por la diversidad de técnicas empleadas; además de contar en su elaboración con naturalistas y dibujantes como Albertus Seba, Jacob L'Admiral, Jan Frederik Gronovius o Alberto Durero. 

## Adquisición y traslado

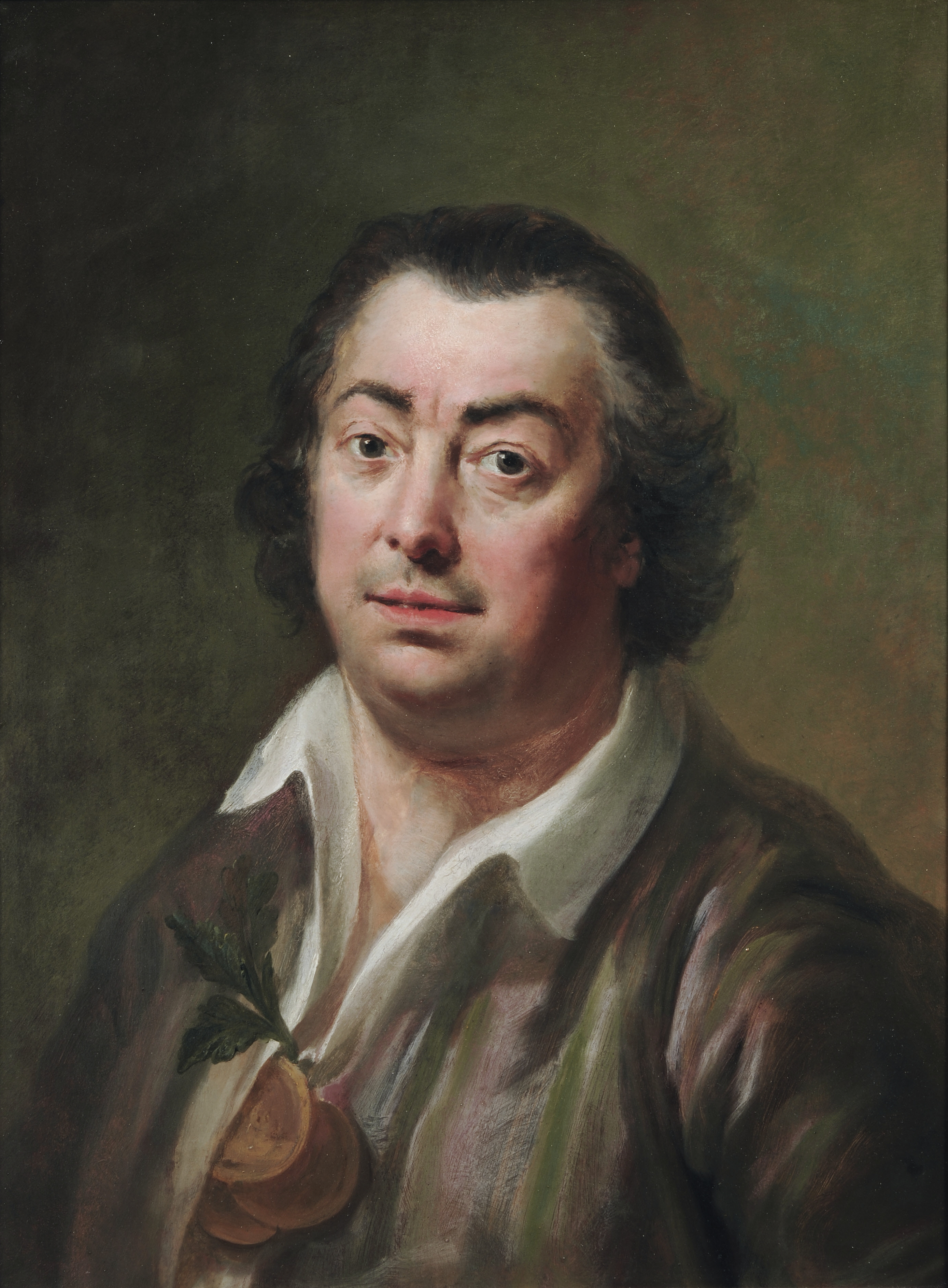
Retrato de Johanes le Francq van Berkhey (1729-1812)

El afán por el coleccionismo de objetos de historia natural fue común en toda Europa durante el periodo histórico de la Ilustración. Esta afición fue el desencadenante del gran desarrollo que tuvieron los gabinetes de historia natural en esa centuria. La colección de dibujos y grabados del médico, naturalista, profesor universitario y dibujante holandés Van Berkhey (1729-1812) fue del interés del gobierno español cuando se puso a la venta en pública subasta en Ámsterdam en 1785. 
La compra de esta singular colección tenía como objetivo enriquecer el fondo patrimonial del Real Gabinete de Historia Natural español, ahora Museo Nacional de Ciencias Naturales (MNCN-CSIC), creado por el rey Carlos III y abierto al público nueve años antes. Fue realizada por el entonces cónsul general de España en esa ciudad holandesa, Ignacio Jordán de Asso y del Río, un naturalista ilustrado que actuó por orden del Primer Ministro de Estado, el conde de Floridablanca. Jordán de Asso tuvo noticia de la subasta de la colección de Van Berkhey por un periódico de Ámsterdam en el que apareció anunciada en enero de 1785 y escribió al primer ministro para preguntarle sobre la pertinencia de su adquisición. Floridablanca, antes de cursar la orden de compra, mandó un oficio el 19 de febrero al director del Real Gabinete de Historia Natural, Pedro Franco Dávila, para consultarle su opinión. Dávila, entusiasmado, contestó tres días más tarde de forma favorable, aprobando la idea. Floridablanca emitió la orden de compra el 6 de marzo.

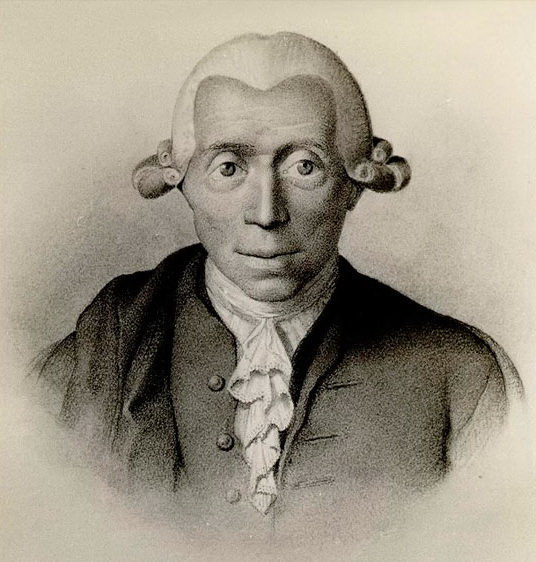
Retrato de Pedro Franco Dávila (1711-1786), primer director del RGHN

De todo lo que se puso a la venta en la subasta, el director del Real Gabinete manifestó especial interés por las 160 "carteras con diseños" (la colección iconográfica), cuadrúpedos y aves disecados, piedras finas, conchas y cualquier otro objeto que Jodán de Asso considerase "curioso", pero el diplomático solo llegó a tiempo para la compra de las láminas y de varios libros iconográficos también de historia natural, porque parte de lo subastado ya había sido vendido. 
La compra de la colección iconográfica tuvo lugar el 31 de marzo y en agosto llegó al puerto de Bilbao a bordo del navío San Gabriel en dieciséis cajones, sin un catálogo que recogiera el vasto número de obras que la componía. Las láminas de los distintos cajones estaban agrupadas en carpetas por grupos naturales: mamíferos (llamados quadrúpedos por Dávila), aves, reptiles, peces, insectos, invertebrados no insectos, vegetales y algas, minerales y fósiles, y pieles de aves y mamíferos.
La colección se transportó desde el puerto de Bilbao a Madrid por tierra y se recibió el 16 de septiembre de ese mismo año de 1785. Dávila tuvo que realizar un inventario manuscrito, al reclamar varias veces sin éxito el envío del catálogo de la subasta. Contabilizó 1823 dibujos (acuarelas, grafitos y calcos) y 5.859 grabados. Este inventario constó de 44 hojas en tamaño folio y tiene por título: Noticia puntual de los dibujos, de cuadrúpedos, aves, ynsectos y plantas, y de los libros que han vendido de Amsterdam en 16 caxones, comprado todo por orden del Exmo. Sr. Conde de Floridablanca por Dn Ygnacio de Asso. Se conserva en el Archivo del MNCN. 
La descripción que presenta seguía el orden numérico de los cajones en los que llegó la colección y es muy detallada: incluye el tamaño, la calidad, el color del soporte, el tema o motivo representado, la técnica con la que estaban realizadas las láminas y, en ocasiones, el autor que las realizó. En el inventario también figuran 24 obras de iconografía naturalística, casi todas de zoología. No pertenecían al gabinete de Van Berkhey y llegaron posteriormente al primer envío en el navío De Maria Witeven en tres cajones más. Estos libros contenían grabados coloreados a mano, procedentes de obras publicadas entre 1734 y 1784.
Dávila terminó su inventario el 25 de diciembre de 1785, doce días antes de su muerte.

## Descripción de la colección
En el Museo Nacional de Ciencias Naturales (MNCN-CSIC) se conserva, actualmente, la mayor parte de la colección que reunió Van Berkhey: toda la iconografía del reino animal (5840 láminas), dibujos de fósiles (48 láminas), naturalizaciones de pieles disecadas de serpientes y peces (178 piezas), seis retratos de naturalistas famosos (cuatro grabados y dos dibujos), siete obras impresas con grabados y láminas, dos manuscritos inéditos y toda la documentación histórica relativa a la compra y llegada de la colección al Real Gabinete de Historia Natural.

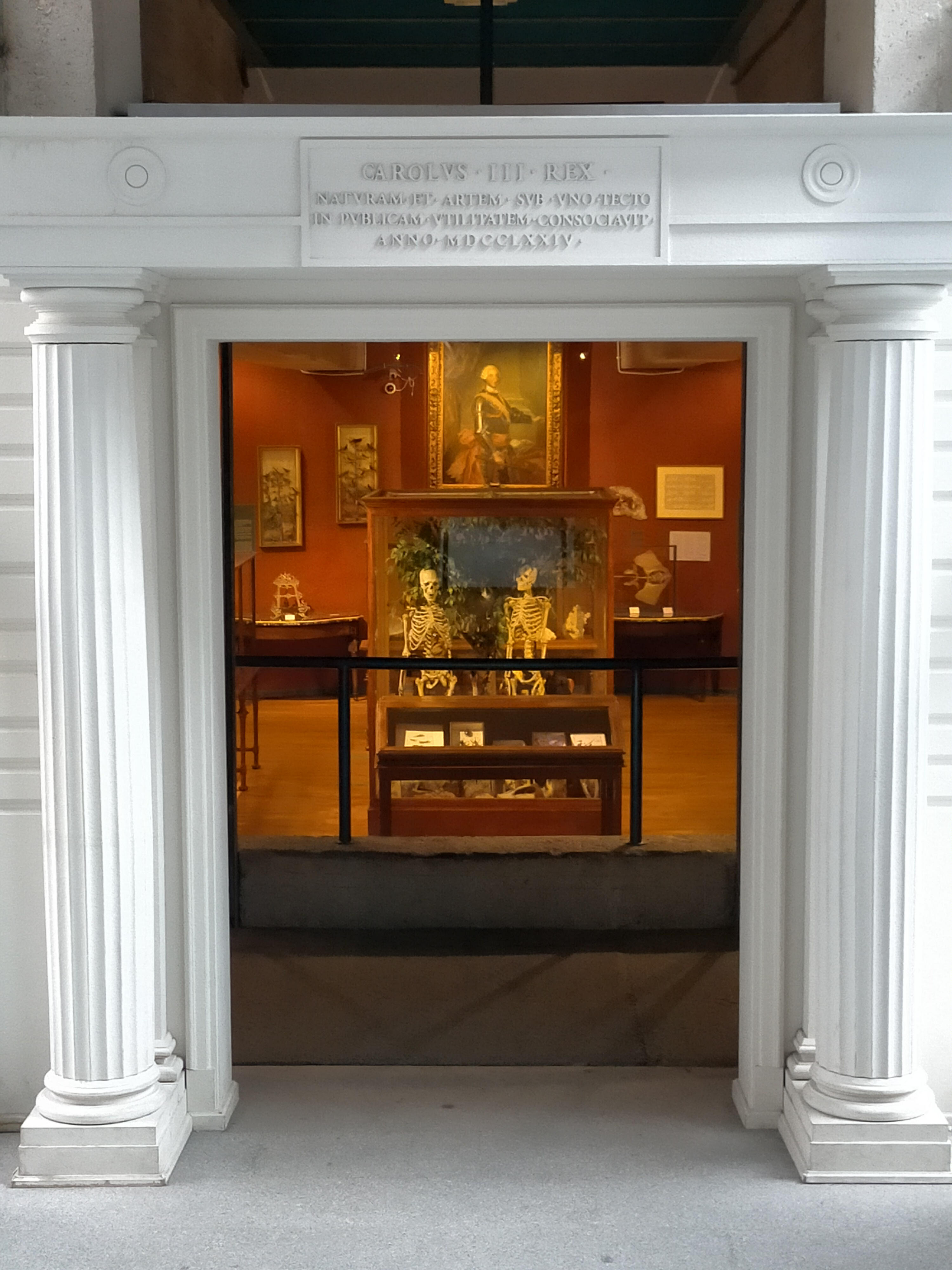
Entrada a la sala del MNCN con la recreación del antiguo RGHN

 Dentro de toda la colección de Van Berkhey el motivo pictórico zoológico fue el predominante, con las aves y los insectos como los grupos más representados. En menor medida la componían también dibujos y grabados de plantas (1646 conservados en el Real Jardín Botánico de Madrid) y un conjunto de láminas de trajes regionales y ropajes, descritos en la Historia Natural de Holanda publicada por Van Berkhey (treinta custodiadas en la Biblioteca Nacional de España).
La colección estuvo preservada en su totalidad en el MNCN hasta principios del siglo XX: se cree que fue en 1903 cuando se depositaron las láminas de tema botánico en el Archivo del Real Jardín Botánico, una vez que el Museo y el Jardín Botánico dejaron de estar bajo la autoridad de un mismo director. No se ha encontrado constancia escrita de tal depósito en la documentación preservada en ambas instituciones, pero se sabe por un inventario de la Biblioteca del MNCN del año 1877 que la colección se conservaba íntegra hasta esa fecha.
Van Berkhey pretendió ilustrar, a modo enciclopédico y con carácter pedagógico, todas las especies del reino animal, vegetal y mineral conocidas en esa centuria (siglo XVIII), siguiendo el Systema naturae: una clasificación de los seres vivos —animales y plantas— creada por Carlos Linneo que terminó por universalizarse frente a otras taxonomías. Al adoptar la taxonomía linneana, las láminas de zooiconografía del MNCN fueron agrupadas en las seis clases de Linneo: Mammalia, Aves, Amphibia, Pisces, Insecta y Vermes; y dentro de cada clase, por órdenes, géneros y especies. Las láminas incluían pies y anotaciones manuscritas del propio Van Berkhey en latín y holandés. En latín y subrayado se escribía el género y la especie a la que pertenecía el ejemplar representado. La categoría por encima del género (categoría supragenérica) se anotaba en holandés. Repartidos en la distintas clases, la colección también incluía numerosos grabados de mamíferos, aves, peces e insectos representados en grupos o formando escenas campestres, de cacería o de pesca.
En cuanto al tamaño de las láminas, algunas tienen cincuenta centímetros de tamaño y otras son más pequeñas. Lo representado (animal, vegetal, mineral, fósil o retrato) podía ser tomado directamente del natural o copiado de otros autores. Es por este motivo que hay variaciones en cuanto al realismo que presentan las láminas: las realizadas en el siglo XVIII tienen una factura más realista y científica, mientras que las de siglos anteriores presentan más aspectos irreales y simplistas. Todas las láminas se dispusieron y ordenaron tanto para un fin científico (su identificación) como para un fin didáctico.
En total, en la colección zooiconográfica y de anatomía humana del MNCN hay 1275 dibujos. El dibujo más antiguo data de 1537 y el más reciente de 1774. En cuanto a los grabados hay 4601 estampas del reino animal, procedentes de 40 importantes obras zoográficas impresas de los siglos XVI al XVIII, que estaban elaboradas con distintas técnicas de grabado y estampación (xilográficas y calcográficas) en color negro e iluminadas a acuarela. También hay estampaciones a color (tetracromías).

## Técnicas pictóricas

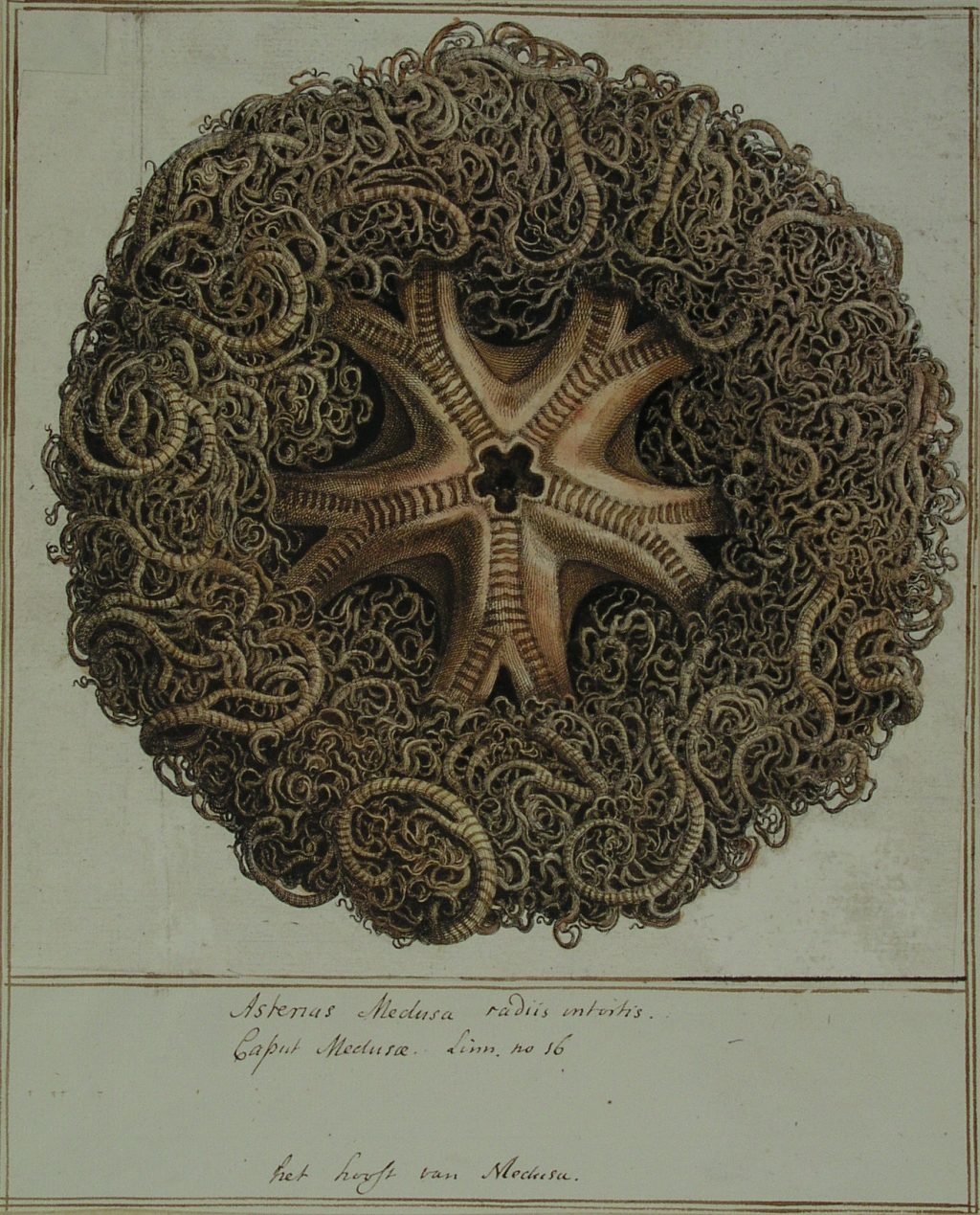
Cabeza de Medusa perteneciente a la colección Van Berkhey custodiada en el Archivo del Museo Nacional de Ciencias Naturales (MNCN)

La colección está constituida por diferentes técnicas de arte pictórico y por diferentes técnicas de impresión. Las láminas son reproducciones de imprenta en su mayoría (1537 dibujos frente a unas 4600 estampaciones): son grabados calcografiados, xilografías o láminas ilustradas a los que se le añadía un coloreado manual —utilizando la técnica pictórica de la aguada— similar al que mostraban los libros de zoología de la época.
En algunos casos los grabados habían sido separados o recortados de libros antiguos impresos de autores como Johannes Gessner, Guillaume Rondelet, Ulisse Aldrovandi o Jacob Hoefnagel y pegados en hojas, tal y como era costumbre en la mayoría de los coleccionistas de dibujos y estampas coetáneos de Van Berkhey. Se coloreaba el animal, el suelo, el fragmento de árbol o rama y el fondo, pero este último solo en parte para que resaltara más la forma zoológica.
En ocasiones se trataba de un mismo animal en la misma postura, pero representado en distintos grabados de diferentes épocas, estilos pictóricos y calidades de ejecución, lo que prueba el carácter didáctico y científico de la colección y no meramente artístico. Estos grabados procedían de los libros que Van Berkhey coleccionaba y tenía en su taller, fuente de aprovisionamiento de ilustraciones, junto con los de un singular grupo de artistas, dibujantes y grabadores que colaboraban con él.
En el caso de los dibujos pintados a mano predomina la técnica de la acuarela, aunque también hay dibujos realizados a tinta china o con pintura al agua con la técnica gouache. Otros dibujos están realizados a lápiz y sanguina. El papel verjurado de gran calidad y de fabricación holandesa es el soporte predominante para la ejecución de estos dibujos, siendo la vitela también utilizada, aunque en menor medida. No todos los dibujos fueron realizjados directamente sobre el papel, Van Berkhey enmarcó muchos de ellos pintados a mano en color negro y los montó sobre soportes de papel de distintos tamaños, como también hiciera con las estampaciones.

## Artistas y dibujantes

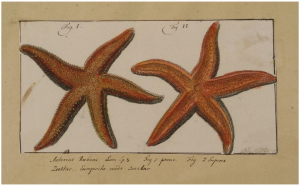
Estrella de mar, colección Van Berkhey, MNCN, Sig. ACN100C/001/01689

En su pretensión de crear un gabinete de material gráfico de todas las especies conocidas de su época de carácter y uso científicos, Van Berkhey pintó él mismo dibujos de animales y de planchas de minerales y rocas; pero tuvo que recurrir a dibujos y grabados realizados por otros artistas para formar su extensa colección.
La mayor parte de los dibujos originales, pintados a mano, que integran la colección no llevaban la firma de su autor. Solo unos pocos de los que se conservan en el MNCN están rubricados (12 de ellos). Se han identificado cuarenta y dos dibujantes neerlandeses de los siglos XVII y XVIII a partir del catálogo de la subasta de la colección de Van Berkhey publicado en Ámsterdam en tres tomos en 1783 y 1784.
La mayoría de los dibujos son obra del propio Van Berkhey (256) y de Jacob l'Admiral (403 insectos). Otros autores identificados son: Melchor Hondecoeter, Albertus Seba, Petrus Camper, Jan Gooré, Gronovius (padre e hijo), Georg Eberhard Rumphius, Roelant Savery, Jan Swammerdam o Maria Sybilla Merian. En cuanto a los autores de las estampaciones hay grandes maestros como W. Hollar, A. Tempesta, M.G. Brugge, S. della Bella, P. Potter o Jacob Hooefnagel.
Aunque se desconoce la identidad de los pintores de muchas de la láminas de la colección, porque trabajaron de forma anónima para el taller de Van Berkhey, entre los autores de los dibujos y de los grabados se han contabilizado una cincuentena de artistas. Todos ellos situaron a Holanda en primera línea de la ilustración científica de la época, al crear el fondo iconográfico más importante conocido hasta la fecha para la contemplación y el estudio de los reinos naturales, reunido por un solo hombre.